# Antoni Budny
Antoni Budny (ur. 15 lutego 1861 w Sieluniu, zm. 24 listopada 1943 w Lublinie) – ziemianin, ostatni właściciel dóbr ziemskich Bychawa w powiecie lubelskim, hodowca koni.
Wywodził się z mazowieckiej szlachty Budnych herbu Jastrzębiec. Urodził się w rodzinie Teofila Mikołaja Budnego i Józefy Teodory z Lesiewskich, jako najstarszy z sześciorga rodzeństwa.
Naukę w gimnazjum rozpoczął w Warszawie, a ukończył we Włocławku. Następnie wyższe studia przeprowadził w Instytucie Gospodarstwa Wiejskiego i Leśnictwa w Puławach (wówczas Nowej Aleksandrii). W czasie studiów oraz po ich ukończeniu w 1884 roku odbył praktykę rolniczą, a właściwie hodowlaną, u czołowego hodowcy świń, koni i owiec, Antoniego Bobrowskiego w Snopkowie koło Lublina. Potem przez cztery lata (1884–1880) gospodarzył u swojego ojca Teofila w majątku Wygnanowice (pow. Krasnystaw), wniesionym w posagu przez matkę. W latach 1888–89 podróżował po Europie, zwiedził Włochy, Francję i Anglię.
W 1890 r. zakupił od Marii Duniewskiej majątek Bychawa, składający się z folwarku Podzamcze i Wincentówek, gdzie w wieku 29 lat rozpoczął samodzielną gospodarkę. W 1895 wylicytował folwark Łęczyca. W 1905 r. wymieniony został w Spisie alfabetycznym obywateli Ziemskich Królestwa Polskiego oraz dóbr przez nich posiadanych, jako właściciel dóbr Bychawa. Był nim do końca swojego życia. „Za zasługi na polu podniesienia krajowej hodowli koni” został odznaczony w 1937 r. Złotym Krzyżem Zasługi.
Postać Antoniego Budnego była przedmiotem rozprawy doktorskiej Antoni Budny, właściciel dóbr ziemskich Bychawa – Podzamcze (1860–1943) i ceniony hodowca napisanej i obronionej przez Monikę Głazik na Wydziale Humanistycznym  Uniwersytetu Marii Curie-Skłodowskiej pod kierunkiem prof. dra hab. Albina Koprukowniaka. W 2013 r. opublikowana została ona opublikowana jako książka pt. Ostatni Pan na Bychawie. Antoni Budny 1861-1943.